# Igor Wladimirowitsch Ossipow

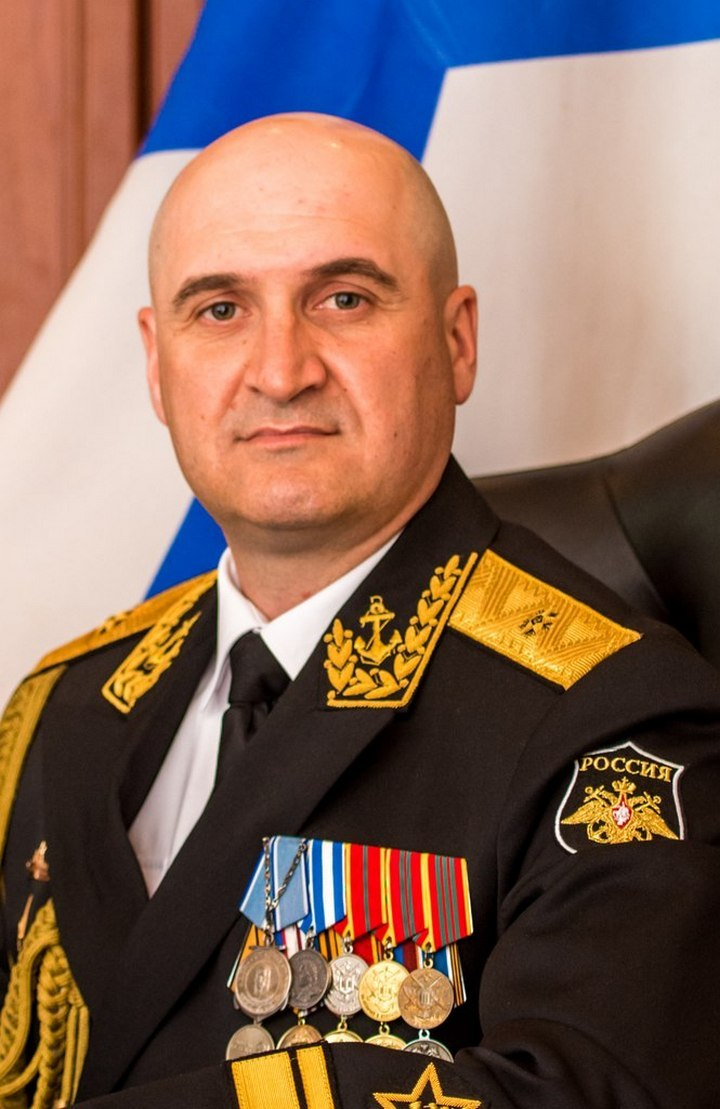
Igor Ossipow (2016)

Igor Wladimirowitsch Ossipow (russisch Игорь Владимирович Осипов; * 6. März 1973 im Dorf Nowo-Schumnoje, Oblast Qostanai, Kasachische SSR) ist ein russischer Admiral. Er war von 2015 bis 2016 Kommandeur der Kaspischen Flottille und von 2019 bis 2022 Kommandeur der Schwarzmeerflotte.

## Leben
Ossipow absolvierte 1995 die Offiziershochschule für U-Boot-Fahrer Leninscher Komsomol der Sowjetischen Seekriegsflotte in Sankt Petersburg als Navigator. In der Pazifikflotte vollzog er eine Karriere vom Kommandeur des Gefechtsabschnittes für Navigation (GA-1) eines Kleinen U-Jagdschiffes bis zum Kommandeur einer U-Jagdschiffsdivision der Primorsker Flottille. 2004, nach dem Besuch der Seekriegsakademie, diente er als Stabschef und später als Brigadekommandeur von Überwasserschiffen in der Primorsker Flottille. 2012 absolvierte er die Militärakademie des Generalstabes der Russischen Streitkräfte in Moskau, wurde zunächst als Stabschef sowie Erster Stellvertreter des Kommandeurs der Baltischen Marinebasis der Baltischen Flotte in Baltijsk eingesetzt und ab Dezember 2012 als Kommandeur der Marinebasis. Auf Präsidentenerlass wurde Konteradmiral Ossipow im Mai 2015 Kommandeur der Kaspischen Flottille. Ab Juli 2016 erfüllte er übergangsweise die Pflichten des Stabschefs sowie Ersten Stellvertreters des Kommandeurs der Pazifikflotte und wurde am 26. September 2016 auf Präsidentenerlass in dieser Funktion bestätigt. Von August 2018 bis Mai 2019 diente er als Stellvertreter des Generalstabschefs der Streitkräfte der Russischen Föderation. Per Präsidentenerlass Nr. 203 vom 3. Mai 2019 wurde er zum Kommandeur der Schwarzmeerflotte ernannt.
Am 24. Februar 2022 begannen russische Streitkräfte auf Befehl von Staatspräsident Putin den Überfall auf die Ukraine. Die Schwarzmeerflotte blockiert seither die ukrainischen Schwarzmeerhäfen und verhindert so unter anderem den Export von Millionen Tonnen Getreide.
Am 14. April 2022 sank das Flaggschiff der Schwarzmeerflotte, die Moskwa. Das Schiff soll am Abend zuvor von ukrainischen Seezielflugkörpern vom Typ Neptun getroffen worden sein, während Russland nur den Ausbruch eines Feuers gemeldet hatte. Nach dem Untergang wurde Ossipow nach Informationen britischer Geheimdienste und Angaben russischer Warblogger seines Postens als Kommandeur der russischen Schwarzmeer-Flotte enthoben.  Laut der staatlichen russischen Nachrichtenagentur TASS wurde Ossipow am 10. August 2022 durch Wiktor Nikolajewitsch Sokolow als Kommandeur der Schwarzmeerflotte abgelöst.
Ossipow ist verheiratet und Vater einer Tochter.
Er wurde in der Marine mit dem Orden für Verdienste zur See und zahlreichen weiteren Orden ausgezeichnet.

### Sanktionen
Die Europäische Union setzte Ossipow im Februar 2022 auf ihre Sanktionsliste mit der Begründung, er sei „verantwortlich für die aktive Unterstützung und Durchführung von Handlungen und politischen Maßnahmen, die die territoriale Unversehrtheit, Souveränität und Unabhängigkeit der Ukraine sowie die Stabilität oder Sicherheit in der Ukraine untergraben und bedrohen.“ Am 3. Januar 2023 wurde Ossipow vom Sicherheitsdienst der Ukraine wegen seiner Verantwortlichkeit für Angriffe auf zivile Ziele formell angeklagt.